# Shawn Weller
Shawn Weller (* 8. Juli 1986 in Glens Falls, New York) ist ein ehemaliger US-amerikanischer Eishockeyspieler, der im Verlauf seiner aktiven Karriere zwischen 2004 und 2023 unter anderem über 260 Spiele für die Starbulls Rosenheim, Ravensburg Towerstars, Dresdner Eislöwen, Bietigheim Steelers und den EC Bad Tölz in der DEL2 auf der Position des linken Flügelstürmers bestritten hat. Darüber hinaus absolvierte Weller über 300 weitere Partien in der American Hockey League (AHL).

## Karriere
Shawn Weller begann seine Karriere als Eishockeyspieler bei den Capital District Selects in der Eastern Junior Hockey League (EJHL). In dieser Zeit wurde er während des NHL Entry Draft 2004 in der dritten Runde als insgesamt 77. Spieler von den Ottawa Senators aus der National Hockey League (NHL) ausgewählt. Anschließend schrieb er sich an der Clarkson University ein, für deren Eishockeyteam, die Golden Knights, er drei Jahre lang in der ECAC Hockey spielte. Im Frühjahr 2007 gewann er die Meisterschaft dieser Liga mit den Knights.
Nach Ende der ECAC-Saison erhielt Weller von den Senators einen NHL-Einstiegsvertrag über drei Jahre Laufzeit. Bis zum Saisonende kam er in der American Hockey League (AHL) bei den Binghamton Senators, dem Farmteam von Ottawa, zum Einsatz. Im September 2009 tauschten ihn die Senators gegen Jason Bailey von den Anaheim Ducks. Die Ducks setzten ihn anschließend bei den Bakersfield Condors in der ECHL ein, ehe er am 1. Februar 2010 an die Abbotsford Heat ausgeliehen wurde.
Anfang August 2013 August entschied sich Weller für einen Wechsel nach Europa und unterschrieb einen Einjahresvertrag bei den Starbulls Rosenheim aus der DEL2. Bei den Starbulls gehörte er zu den Leistungsträgern und sammelte in 44 Hauptrundenspielen 70 Scorerpunkte, womit er viertbester Scorer der gesamten DEL2 war. In den Playoffs erzielte er weitere 16 Punkte, ehe er im Mai 2014 innerhalb der Liga zum Ravensburg Towerstars wechselte. Im Dezember 2014 wechselte der Kanadier innerhalb der DEL2 zu den Dresdner Eislöwen, wo der Stürmer die in ihn gesetzten Erwartungen allerdings nicht erfüllen konnte. Zur folgenden Spielzeit schloss sich Weller dem amtierenden Meister Bietigheim Steelers an. Nach dem Gewinn des DEL2-Titels im Frühjahr 2018 wurde er als wertvollster Spieler der Playoffs ausgezeichnet. Zur Saison 2019/20 wechselte der Stürmer innerhalb der DEL2 für ein Jahr zum EC Bad Tölz.
Aufgrund der COVID-19-Pandemie pausierte Weller in der Spielzeit 2020/21 komplett und kehrte während dieser Zeit nach Nordamerika zurück. In der Folge schloss er sich zur Saison 2021/22 den Kansas City Mavericks aus der ECHL an, die er allerdings nach nur 19 Einsätzen im Januar 2022 wieder verließ. Der Offensivspieler schloss sich daraufhin dem Ligakonkurrenten Adirondack Thunder. Dort war er bis zum Ende des Spieljahres 2022/23 tätig, ehe der 37-Jährige seine aktive Karriere beendete.

### International
Mit der U20-Auswahl der Vereinigten Staaten nahm Weller an der U20-Junioren-Weltmeisterschaft 2005 teil, bei der er mit der Mannschaft den vierten Platz belegte. Dabei blieb er in sieben Turnierspielen punktlos.

## Erfolge und Auszeichnungen
| - 2007 ECAC-Meisterschaft mit der Clarkson University - 2007 ECAC All-Tournament Team - 2010 Teilnahme am ECHL All-Star Game | - 2018 DEL2-Meister mit den Bietigheim Steelers - 2018 Wertvollster Spieler der DEL2-Playoffs |

## Karrierestatistik

### International
Vertrat die USA bei:
- U20-Junioren-Weltmeisterschaft 2005

(Legende zur Spielerstatistik: Sp oder GP = absolvierte Spiele; T oder G = erzielte Tore; V oder A = erzielte Assists; Pkt oder Pts = erzielte Scorerpunkte; SM oder PIM = erhaltene Strafminuten; +/− = Plus/Minus-Bilanz; PP = erzielte Überzahltore; SH = erzielte Unterzahltore; GW = erzielte Siegtore; 1 Play-downs/Relegation; Kursiv: Statistik nicht vollständig)